# Pogorzel (Osieck)
Pour les articles homonymes, voir Pogorzel.
Pogorzel (prononciation : [pɔˈɡɔʐɛl]) est un village polonais de la gmina d'Osieck dans le powiat d'Otwock de la voïvodie de Mazovie dans le centre-est de la Pologne.
Le village compte approximativement une population de 424 habitants en 2007.

## Histoire
De 1975 à 1998, le village appartenait administrativement à la voïvodie de Siedlce.